# Gerhard Halepaghe

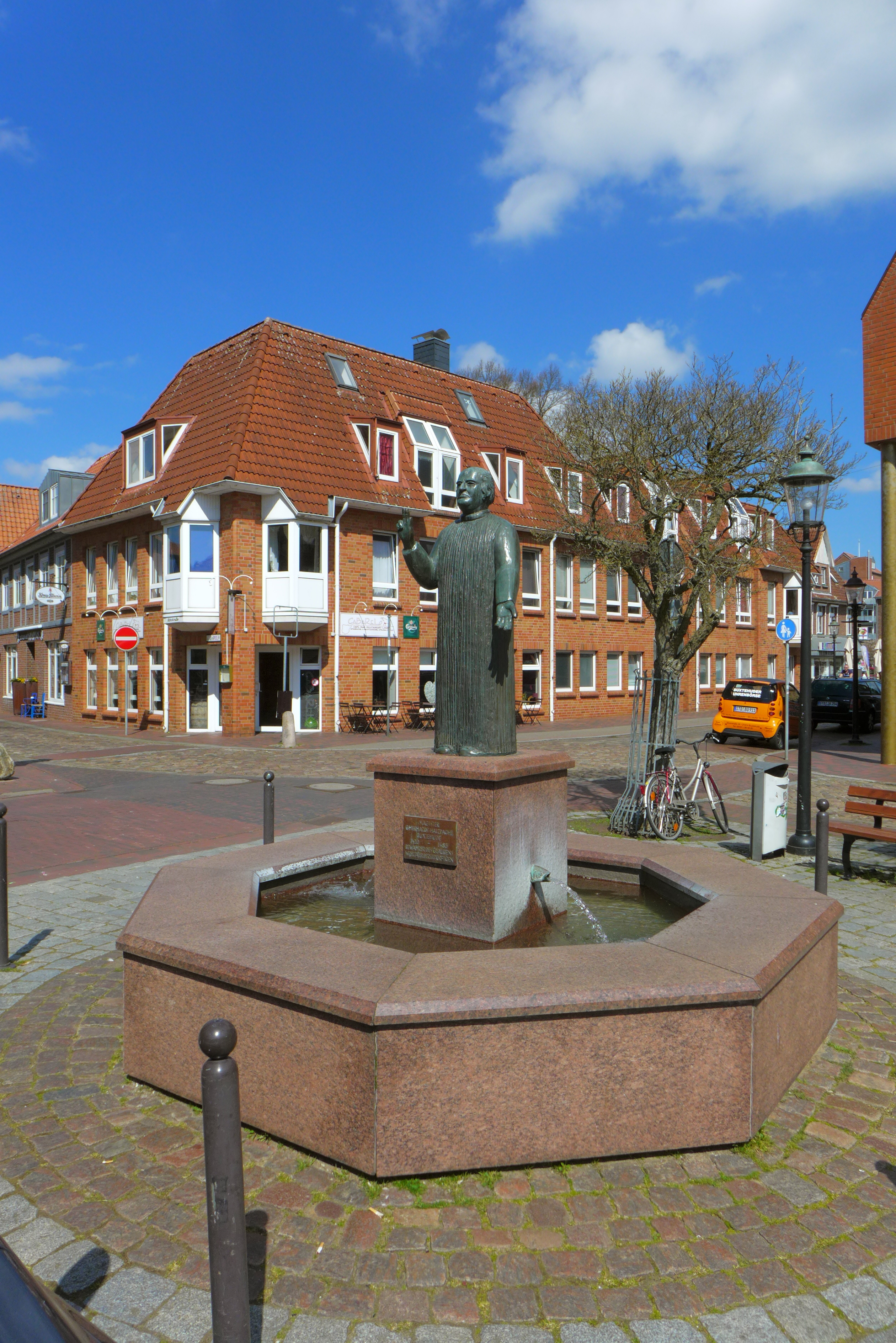
Brunnendenkmal für Gerhard Halepaghe in Buxtehude

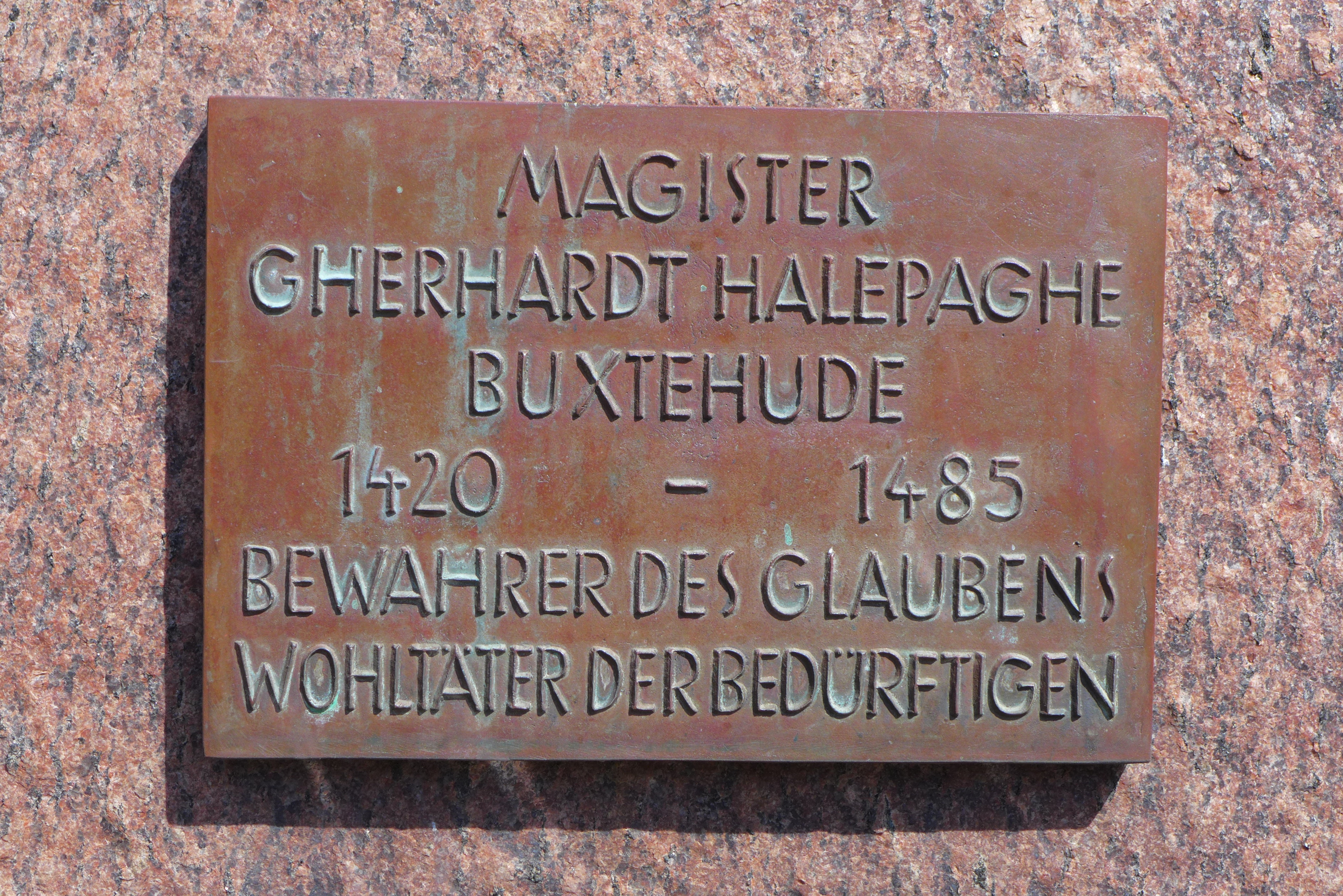
Inschrift des Brunnendenkmals für Gerhard Halepaghe in Buxtehude

Gerhard Halepaghe (* 1420 in Buxtehude; † April 1485 ebenda) war Vikar an der St.-Petri-Kirche und Stifter in Buxtehude.

## Name
Der Nachname des Gerhard Halepaghe ist als Halepaghe oder Halepage oder weiter auch Halepaghen oder Halepagen zu finden, da im Mittelalter die Namensschreibung variieren konnte. Halepaghe selbst schrieb sich auch Gherhardt Halepaghe.
Der Satzname Halepaghe ist zusammengesetzt aus den alten niederdeutschen Wörtern halen= holen und page, m. = das Pferd, im Akkusativ paghen. Halepaghen heißt also „Hol das Pferd“, was auf eine Tätigkeit als Pferdeknecht, aber vor allem auf den Beruf des Tierarztes und Geburtshelfers hindeutet. Gerhard Halepaghe führte denn auch ein Pferd in seinem Wappen. Das silberne Petschaft ist bis heute erhalten.

## Leben
Nach dem Studium in Leipzig brach er zu einer dreijährigen Pilgerreise nach Rom auf, wo er nach eigenem Bekunden den Borgia-Papst Calixtus gesehen hat.
In der 2. Hälfte des 15. Jahrhunderts war er in der Niederelberegion an der Reform des Kirchen- und Klosterlebens im Sinne einer neuen Frömmigkeit (Devotio moderna) beteiligt. 1469 der Bursfelder Union beigetreten, wendete er sich gegen den Missbrauch von kirchlichen Ämtern und warb besonders in seiner Eigenschaft als Beichtvater der Benediktinerinnen und Teilnehmer von Visitationen im Neuen Kloster bei Buxtehude (gegründet 1286) und anderen umliegenden Konventen für die Beachtung der Ordensregeln des Benedikt von Nursia in ihrer ursprünglichen Reinheit und Strenge, so im Alten Kloster in Buxtehude (gegründet 1196) oder den Klöstern Lüne und Harvestehude.

## Gedenken

### Öffentliche Darstellung
Gerhard Halepaghe ist in der Buxtehuder St.-Petri-Kirche auf dem um 1510 vom Meister des Halepagener Altars geschaffenen mittelalterlichen Passionsaltar zu Füßen des Apostels Paulus dargestellt. Auftraggeber und Stifter des Altars war Hermann Langenbeck, ab 1482 Bürgermeister von Hamburg und Mündel von Gerhard Halepaghe. Auch Hermann Langenbeck selbst ist auf dem Altar als Hl. Hieronymus dargestellt.

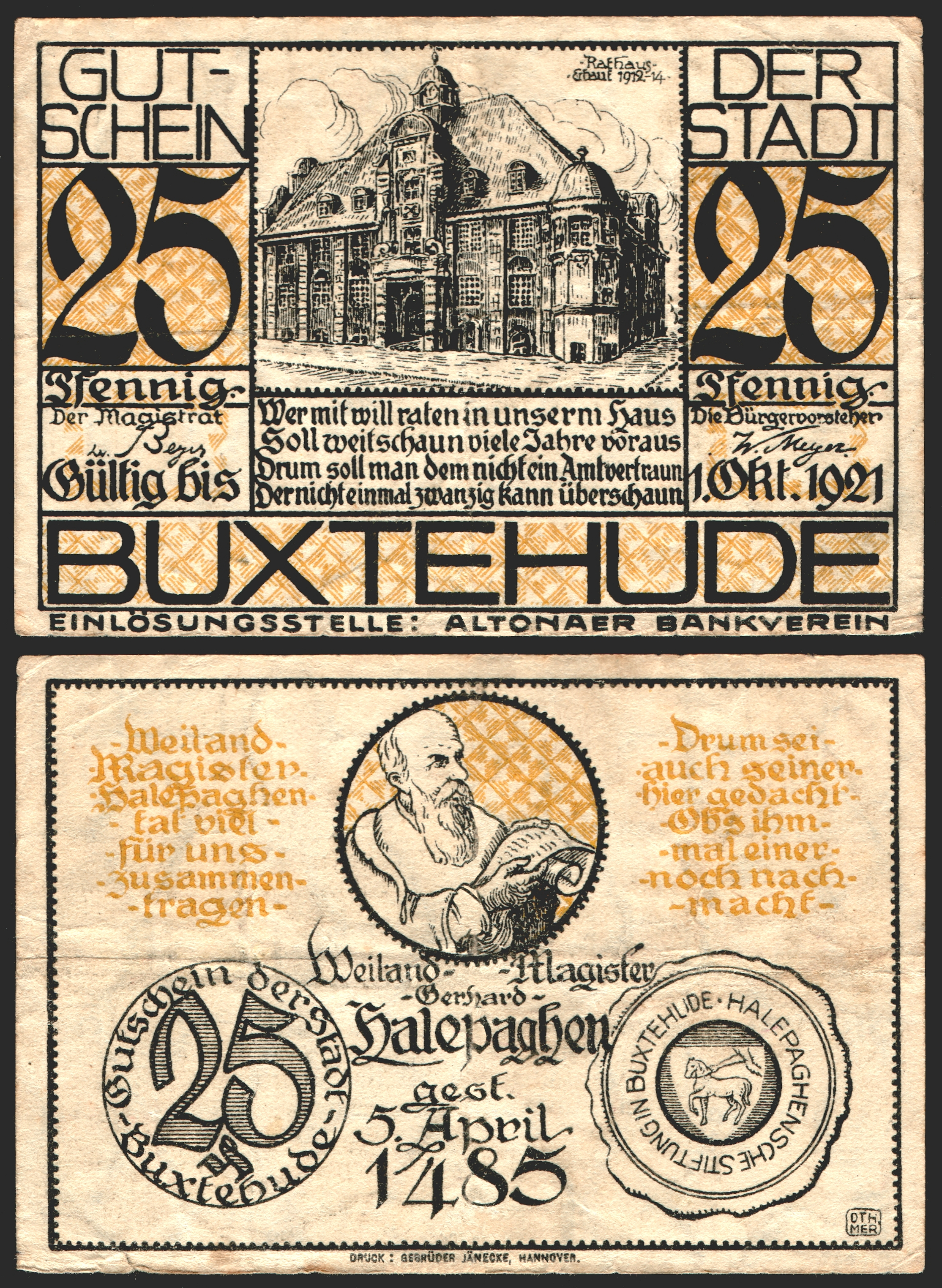
Notgeldschein der Stadt Buxtehude von 1921 (Vorder- und Rückseite). Auf der Rückseite Gedenken an Magister Halepaghen.

Vor dem Heimatmuseum Buxtehude auf dem St.-Petri-Platz ist 1984 für Gerhard Halepaghe ein Brunnendenkmal errichtet worden.

### Namensgeber
Nach Halepaghe ist in Buxtehude die Halepaghenstraße und seit 1952 die Halepaghen-Schule benannt. Diese ist aus der 1390 erstmals erwähnten Lateinschule in Buxtehude hervorgegangen.

### Halepaghen-Stiftung
Gerhard Halepaghe stammte aus begüterten Verhältnissen, lebte selbst aber sparsam. Er verlieh Geld an die im Alten Land ansässigen Bauern gegen Gewährung einer Geldrente und bedachte mit dem Ertrag die Vikare zu Buxtehude, die davon mehrere Spitäler und eine Badestube unterhielten.
In seinem 240 Seiten umfassenden Testament stiftete er seine Ländereien bei Nincop im Alten Land zu je einem Drittel für kirchliche Zwecke, für Stipendien und für die Armenfürsorge. Die Halepaghen-Stiftung von 1484 ist eine der ältesten kirchlichen Stiftungen Deutschlands.